# Altersermäßigung
Die Altersermäßigung bezeichnet im öffentlichen Dienst vieler Bundesländer die Reduzierung der Dienstzeit beziehungsweise des Deputats von Lehrern in Abhängigkeit von deren jeweiligem Alter und soll den besonderen Belastungen des Lehrerberufs Rechnung tragen.
Die Altersermäßigung ist in den Bundesländern unterschiedlich geregelt. In Baden-Württemberg beispielsweise beträgt das volle Unterrichtsdeputat eines Gymnasiallehrers 25 Unterrichtsstunden pro Woche. Eine Altersermäßigung um eine Unterrichtsstunde von 25 auf 24 Stunden ist möglich, wenn die jeweilige Lehrkraft das 60. Lebensjahr erreicht. Ab dem 62. Lebensjahr ermäßigt sich das Unterrichtsdeputat um 2 Stunden. Bei teilzeitbeschäftigten Lehrkräften ermäßigt sich die wöchentliche Unterrichtsverpflichtung entsprechend deren Beschäftigungsumfang.
In Berlin wird die Altersermäßigung ab dem 58. bzw. 61. Lebensjahr gewährt (1 Stunde/2 Stunden).
Die Altersermäßigung wird nur auf Antrag bewilligt. Sie ist nicht zu verwechseln mit der Altersteilzeit.